# Lực lượng Phòng vệ Phần Lan
Lực lượng Phòng vệ Phần Lan là lực lượng chiến đấu của nước Cộng hòa Phần Lan với trách nhiệm chiến đấu, bảo vệ độc lập, chủ quyền, thống nhất, toàn vẹn lãnh thổ, an ninh quốc gia. Hoạt động của Lực lượng Phòng vệ dựa trên quy định của Hiến pháp, pháp luật, cam kết chiến lược và điều ước quốc tế mà Phần Lan là thành viên và đối tác; đặt dưới sự lãnh đạo của Bộ Quốc phòng Phần Lan, sự thống lĩnh của Tổng thống Phần Lan và sự quản lý đan xen của Chính phủ Phần Lan.

## Chức năng, nhiệm vụ, cơ cấu tổ chức
Lực lượng Phòng vệ Phần Lan có nhiệm vụ đảm bảo tính toàn vẹn lãnh thổ, đời sống xã hội, quyền cơ bản của mọi công dân và sự hoạt động của chính phủ cũng như việc bảo vệ tính pháp quyền bằng sức mạnh của lực lượng vũ trang trong tình huống quốc phòng đe dọa sự độc lập, chủ quyền, thống nhất của đất nước.

### Nhiệm vụ
a)	đảm bảo tính toàn vẹn lãnh thổ của Phần Lan đối với các hoạt động trên bộ, trên biển và trên đường không;
b)	giữ gìn quyền cơ bản của mọi công dân, bảo vệ sự hoạt động của chính phủ và đảm bảo tính pháp quyền của Hiến pháp và luật pháp;
c)	thực hiện chức năng công tác, huấn luyện, giáo dục quốc phòng góp phần giữ vững môi trường hòa bình, ổn định để xây dựng, phát triển đất nước;

### Phối hợp
a)	phối hợp với các bộ, ngành liên quan trong việc đảm bảo tính đồng bộ của pháp luật, duy trì trật tự xã hội và an toàn, an ninh công cộng, cũng như công tác phòng ngừa và ngăn chặn âm mưu, thủ đoạn của chủ nghĩa cực đoan, khủng bố;
b) Tích cực tham gia và cung cấp nhân lực, vật tư chuyên biệt vào các hoạt động tìm kiếm, cứu hộ, cứu nạn và khắc phục hậu quả thiên tai;

### Công tác
Đảm nhiệm các hoạt động tương trợ đối ngoại trong khu vực cũng như liên minh như đã được đề ra trong chương 222, Hiệp ước Hoạt động chung của Liên minh châu Âu, chương 42, đoạn 7 Hiến chương Liên minh châu Âu;

### Tham gia
Các hoạt động gìn giữ hòa bình, hỗ trợ nhân đạo trên trường quốc tế.

## Tên gọi
Tên gọi chính thức của quân đội Phần Lan là "Lực lượng Phòng vệ Phần Lan", trong tiếng Phần Lan là "Puolustusvoimat" và trong tiếng Thụy Điển là Försvarsmakten là lực lượng chuyên trách công tác quốc phòng của Phần Lan. Lực lượng bao gồm Lục quân, Hải quân và Không quân và Biên phòng khi có chiến sự, xung đột xảy ra.
Nghĩa vụ quân sự là quy định bắt buộc đối với nam giới từ 18 đến 29 tuổi và có nghĩa vụ phải phục vụ trong các mốc thời hạn 165 ngày, 255 ngày hoặc 347 ngày. Nam giới không nằm trong nhóm được kêu gọi và có ý nguyện nhập ngũ hoặc nữ giới có mong muốn sẽ được tuyển chọn theo quy định riêng biệt. 
Về mặt lý thuyết, Lực lượng Phòng vệ đặt dưới sự quản lý và điều hành trực tiếp của Bộ Quốc phòng. Trong giai đoạn thời bình, quân số theo quy định vào khoảng 12,000 quân phục vụ cho mục đích quốc phòng trong nước. Ngoài ra, có khoảng 4,000 nhân viên dân sự và các tình nguyện viên, nâng tổng quân số cả quân nhân và nhân sự vào khoảng 22,000 hằng năm.
Lực lượng Phòng vệ luôn duy trì, phát triển và nâng cấp khả năng sẵn sàng chiến đấu trong mọi tình huống và điều kiện trong tình hình mới. Trong giai đoạn bình thường, nhiệm vụ chính của lực lượng là duy trì và phát triển nhiệm vụ quân sự, quốc phòng: hoạch định, phân loại, bão trì, bão dưỡng đối với các loại quân khí, quân dụng và hệ thống quân sự liên quan, cũng như đánh giá, tổ chức và huấn luyện đối với quân nhân.  
Trong công bố sách trắng về chính sách quốc phòng, Phần Lan có khoảng 280,000 quân đối với trường hợp đất nước trong tình trạng chiến tranh. Ngân sách quốc phòng vào khoảng 5,8 tỷ euro, Phần Lan thường xuyên tham gia và cắt cử lực lượng dành cho các nhiệm vụ gìn giữ hòa bình, hỗ trợ nhân đạo, cứu trợ thảm họa, khắc phục hậu quả chiến tranh của Liên hiệp Quốc, NATO và Liên minh châu Âu.
Lực lượng Phòng vệ và lực lượng Biên phòng thường xuyên hợp tác và phối hợp, tương trợ trong công tác tuần tra, kiểm soát và bảo vệ biên giới, lãnh thổ quốc gia.

## Lịch sử hình thành

### Thời kỳ thuộc Thụy Điển
Giai đoạn từ năm 1100-1809, Phần Lan nằm dưới sự thống trị và toàn bộ lãnh thổ hiện nay của Phần Lan từng là một phần thuộc về Đế quốc Thụy Điển. Trong suốt thế kỷ 17, Thụy Điển phát triển lớn mạnh như một quốc gia hùng mạnh có tầm ảnh hưởng trong khu vực, song song với việc mở tầm ảnh hưởng, sức mạnh quân sự cũng được nâng lên ngang tầm nên việc quân đội được mở rộng không ngừng. Do cần duy trì sự hiện diện và giữ vững ảnh hưởng của mình, quân đội Thụy Điển đã thu dụng rất nhiều quân sĩ có nguồn gốc Phần Lan.  Những người lính Phần Lan này có mặt ở khắp mọi nơi trong đế chế và những nơi nó đặt quyền kiểm soát tận Trung Âu.  Những người lính Phần Lan chủ yếu là kỵ binh thường hô vang 'Hakkaa päälle'  có nghĩa là 'Chặt chúng nó' khi xung trận đã trở thành nổi tiếng trên chiến trường.

### Trong thời kỳ Nội chiến

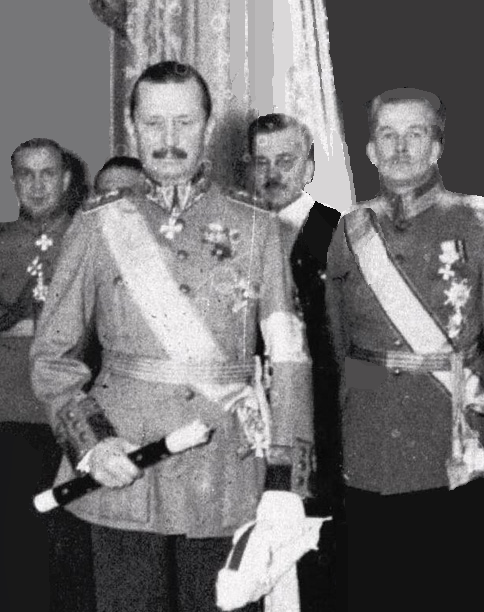
Thống tướng Phần Lan Gustaf Mannerheim

Phần Lan tách ra khỏi Đế quốc Nga và trở thành quốc gia độc lập với bản tuyên ngôn độc lập vào ngày 6 tháng 12 năm 1917, Bạch vệ trở thành lực lượng quân sự cho chính phủ vào ngày 25 tháng 1 năm 1918. Trung tướng Carl Gustaf Emil Mannerheim thuộc lực lượng Quân đội Hoàng gia Nga được chỉ định làm Tổng tư lệnh các lực lượng vũ trang Phần Lan.
Nội chiến Phần Lan nổ ra giữa Bạch quân và Hồng quân tại Viipuri, Bạch quân nhanh chóng giành được những thắng lợi quan trọng, phần lớn nhờ vào sự lãnh đạo và chỉ huy của tướng Mannerheim và lực lượng khoảng 1,800 lính đến từ nhánh Jäger Phần Lan, nhóm lính chuyên biệt được huấn luyện theo phong cách chiến đấu và học thuyết quân sự kiểu Đức. Hiệp ước Tartu được ký kết giữa Phần Lan và Nga Xô viết đặt dấu chấm hết đối với nền bảo hộ của nhà nước Nga trên toàn lãnh thổ Phần Lan dưới hình thức tự trị cũng như kết thúc nỗ lực của nước Nga Xô viết trong việc tiếp tục giữ Phần Lan như một thực thể thuộc Liên bang Xô viết. Các dữ kiện liên hợp với nhau góp phần thành lập nên nhà nước độc lập của Phần Lan dưới sự công nhận quốc tế.

### Giai đoạn hòa bình tạm thời
Trong xuyên suốt thời điểm hòa bình, lực lượng quân đội Phần Lan được cơ cấu và tổ chức với ba sư đoàn và một quân đoàn với chỉ huy là sĩ quan Đức và nó trở thành hình mẫu cho quân đội Phần Lan trong 20 năm tiếp theo. Không quân được thành lập vào tháng 3 năm 1918 nhưng vẫn còn hạn chế về số lượng máy bay và quân số nên chỉ có thể là một phần trong Lục quân cho đến năm 1928. Bạch quân đóng một vai trò quan trọng trong chính sách quốc phòng của Phần Lan về cả chính quy và phi chính quy trên bộ, biên giới với địa hình và địa lý phức tạp do tổ chức đơn giản và dễ huy động.
Tân Chính phủ đưa ra điều luật mới trong đó việc thi hành nghĩa vụ quân sự mang tính bắt buộc với mọi công dân là nam giới trong độ tuổi có thể chiến đấu (thường là từ 16 – 60 tuổi). Sĩ quan quân đội được đào tạo bài bản, chính quy hơn trong học viện quân sự  còn được gọi là Kadettikoulu thành lập vào năm 1919, tiếp theo đó là Học viện Sĩ quan Chỉ huy Sotakorkeakoulu vào năm 1924 và trường quân sự đặc huấn Taistelukoulu năm 1927 dành cho sĩ quan cấp đại đội và trung đội cũng như các hạ sĩ quan.

### Giai đoạn Thế chiến thứ hai

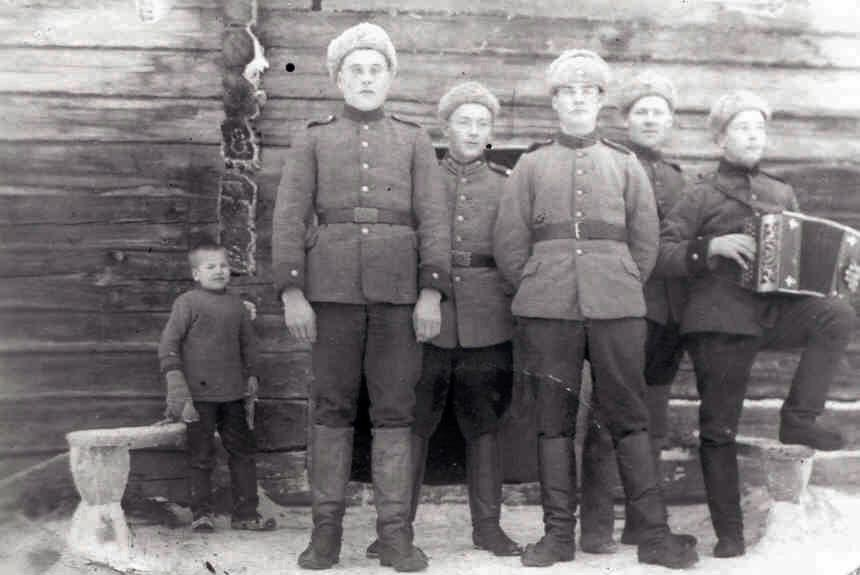
Quân nhân Phần Lan trong cuộc chiến tranh bảo vệ Tổ quốc 1939-1940

Bắt đầu từ 30 tháng 11 năm 1939 đến 13 tháng 3 năm 1940, quân đội Phần Lan tham gia vào cuộc chiến bảo vệ Tổ quốc trước cuộc xâm lược của Liên Xô được biết đến với tên gọi Chiến dịch Mùa Đông. Phần Lan đã chiến đấu dũng cảm trước quân đội Liên Xô hơn rất nhiều về mọi mặt, từ nhân lực, vật lực, tài lực mà gần như không có bất kỳ sự hỗ trợ đáng kể từ bất kỳ quốc gia nào, ngay cả từ Đức Quốc Xã vốn ủng hộ Phần Lan rất lớn trên mặt trận ngoại giao.
Tuy gặp hạn chế trên nhiều phương diện, Phần Lan vẫn giành được nhiều chiến thắng quan trọng trong suốt cuộc chiến vốn gây ra tổn thất rất to lớn đối với Hồng quân trong đó đến thời điểm đình chiến, Phần Lan chỉ mất khoảng 26,00 lính, trong khi phía Liên Xô mất hơn 100,000 quân, trong đó nếu so sánh dân số khoảng 4 triệu người của Phần Lan với khoảng 200 triệu dân của phía Liên Xô cho thấy khả năng chiến đấu và tính hiệu quả trong chiến thuật của quân đội Phần Lan.
Quân đội Phần Lan dù được đích thân Nguyên soái Mannerheim chỉ huy và giành rất nhiều thắng lợi, trong đó có Chiến dịch Suomussalmi, tuy nhiên Phần Lan phải đánh mất gần 9% lãnh thổ cho Liên Xô trong Hòa ước Moskva ký kết năm 1940 để đổi lấy nên hòa bình tạm thời.

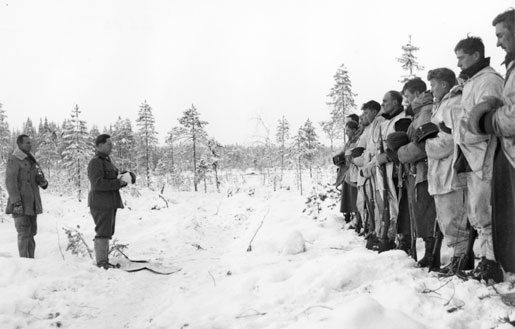
Buổi cầu nguyện mùa Giáng sinh năm 1939 của trung đoàn dưới sự chỉ huy của Trung úy Aarne Juutilainen

Để giành lại phần lãnh thổ đã mất, Phần Lan tham gia liên minh quân sự với Đức vào mùa hè năm 1941, viên trợ về vũ khí và khí tài từ Đức cùng với quân lực được kêu gọi nhập ngũ từ trước đó hai năm đã giúp Phần Lan hình thành nên 16 sư đoàn bộ binh, cơ giới góp phần gia tăng sức mạnh quân sự. Phần Lan nhanh chóng thu hồi toàn vẹn lãnh thổ và đưa quân vào cả khu vực Karelina Xô viết. Nhưng khi quân Đức rơi vào tình thế xấu đi, đặc biệt việc thất bại từ sau Chiến dịch Barbarossa, Liên Xô nhanh chóng mở mặt trận tổng tấn công lên Phần Lan. Giao tranh diễn ra quyết liệt trong thế giành co giữa hai bên chiến tuyến, đặc biệt là việc Liên Xô muốn giành lại toàn bộ phần lãnh thổ đã được nhượng trong hiệp ước trước đó mà còn đập tan hoàn toàn khả năng chiếu đấu của quân đội Phần Lan thông qua Chiến dịch Vyborg–Petrozavodsk.  Tuy nhiên, quân đội Phần Lan đã chiến đấu, phản công và phòng thủ rất tốt trên nhiều chiến tuyến, điều này được chứng minh bằng thành công trong trận Tali-Ihantala. Điều này đã buộc Liên Xô ngồi vào bàn đàm phán và ký kết Hòa ước Moskva (1944) bằng việc chấm dứt chiến sự, trong đó Phần Lan trả lại những phần lãnh thổ được ký kết trước đó, cũng như nhượng thổ tạm thời một phần lãnh hải, hải đảo, đổi lại Phần Lan tránh được việc phải trở thành quốc gia vệ tinh dưới sự kiểm soát của Moskva. Cuộc chiến kết thúc với tổn thất lớn ở cả hai phía với khoảng 60,000 quân Phần Lan và 200,000 quân Liên Xô.

### Giai đoạn Chiến trạnh Lạnh và Hiện đại
Sau hiệp đinh Paris, dưới sức ép từ Moskva khi đó đang nắm quyền lãnh đạo Ủy ban Kiểm soát thuộc Khối Đồng minh, Phần Lan phải giải giáp và tái cơ cấu lại các lực lượng quân sự và chuyển đổi từ quân đội thành Lực lượng Phòng vệ. Phần Lan chỉ được phép phân bổ, cấu trúc rất hạn chế cả về số lượng quân nhân và quân khí chỉ đủ làm nhiệm vụ bảo vệ, các lực lượng dân quân, hiến quân đều phải giải tán và không cho phép thành lập mới. Tuy nhiên, quân dự bị động viên không nằm trong các điều khoản thuộc hiệp định tạo ra cơ sở tiền đề cho phép huấn luyện nhân sự có thể sẵn sàng chiến đấu trong số lượng được phép theo từng năm. Các sư đoàn bị giải giáp được phân tách và tái hợp dưới các lữ đoàn độc lập nhỏ khác nhau.

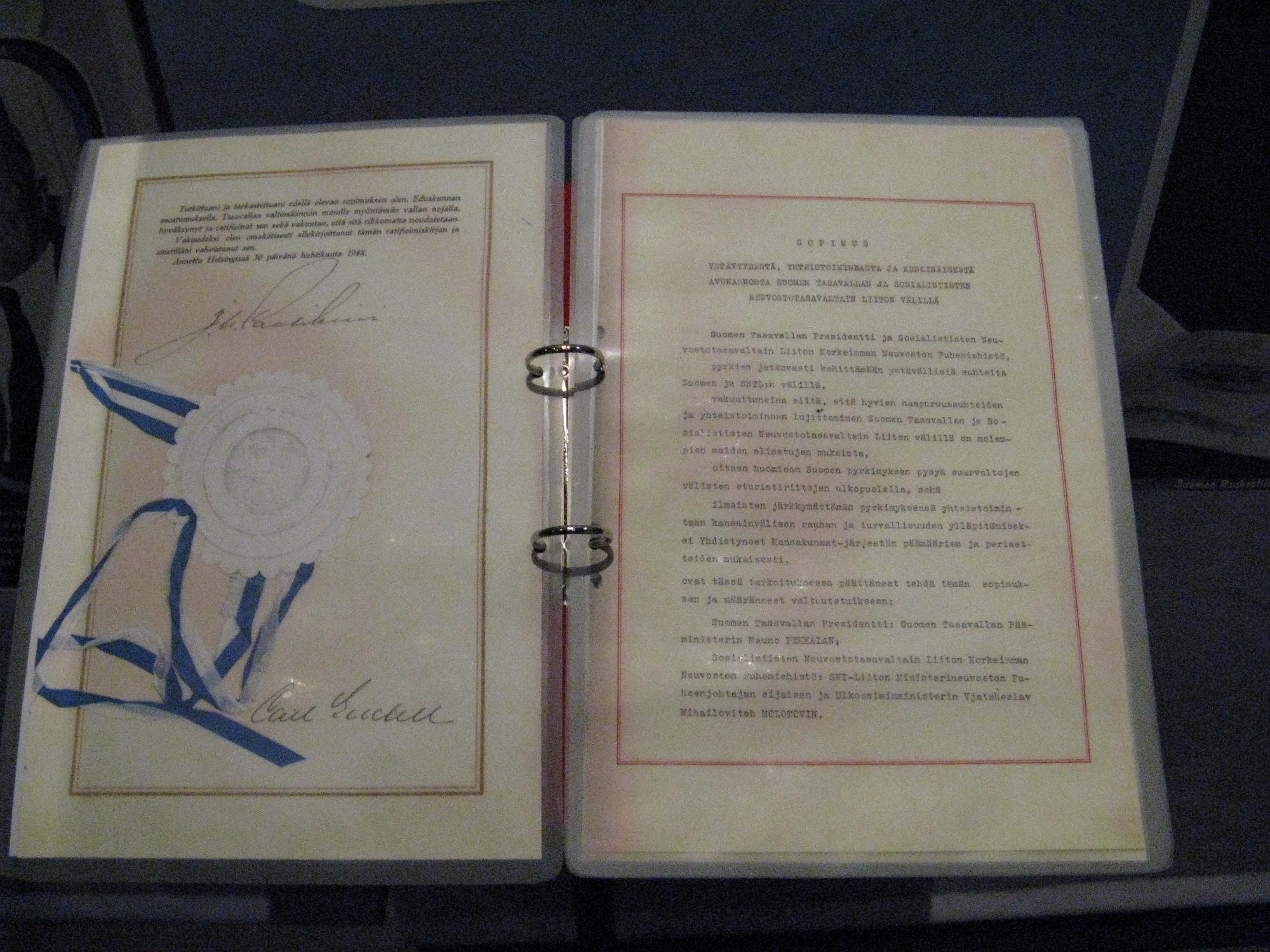
Hiệp ước Phần Lan – Xô Viết năm 1948

Sau gần hai thập kỷ kể từ khi kết thúc Thế chiến thứ hai trải dài đến suốt những năm 60, lực lượng phòng vệ chỉ được trang bị và huấn luyện với quân khí và chiến lược đã lỗi thời, ngân sách quốc phòng chỉ chiếm tỷ trọng nhỏ trong chi tiêu chính phủ. Khởi điểm cao trào từ chiến tranh lạnh đã thúc đẩy chính quyền Phần Lan xem xét nghiêm túc hơn trong nỗ lực gia tăng ngân sách dành cho khu vực quân sự và cho phép Bộ quốc phòng được mua sắm, nhập nhiều loại vũ khí, hệ thống chiến đấu mới giúp nâng cao khả năng phòng thủ quốc gia, đặc biệt là khu vực Lapland khi chính phủ cho phép thành lập một lực lượng đồn trú chính quy nhằm đảm bảo khả năng bảo vệ khu vực quan trọng phía bắc này. Từ nằm 1968 trở về sau, chính phủ đề cao về học thuyết quân sự mới với tên gọi là phòng thủ địa hình, do địa giới và độ đa dạng từ rừng núi dày đặc, tuyết, mặt băng bao phủ thường xuyên trong địa hình rộng lớn, trải dài giúp tăng hiệu quả phòng vệ, có thể gây thương vong lớn cho đối phương và vẫn bảo toàn được lực lượng của chính mình. Học thuyết mới này đáp ứng được nhu cầu quan trọng trong thế trận quốc phòng toàn dân giúp chính phủ có thể tiếp cận được mọi nguồn lực trong xã hội trong các tình huống khủng hoảng quốc gia như chiến tranh, xung đột. Phần Lan kiên trì và mở rộng hơn với chiến thuật phòng thủ toàn dân nay, đặc biệt khi khu vực rơi vào khủng hoảng trước sự kiện Tiệp Khắc năm 1968, song song với việc chính phủ Phần Lan kiên quyết chọn tránh liên kết, liên hiệp hay liên minh với bất kỳ bên nào, và duy trì tính trung lập nhằm giữ Phần Lan đứng ngoài bất kỳ cuộc chiến nào.
Xuyên suốt qua nhiều cuộc chiến tranh và xung đột, đặc biệt là xung đột xảy ra dai dẳng với Liên Xô đã ảnh hưởng rất lớn đến việc hình thành chính sách quốc phòng của Phần Lan, cũng như đến định hướng phát triển của Lực lượng Phòng vệ.  Tại một số thời điểm, các quốc gia láng giềng, hoặc trong khối châu Âu cắt giảm quân số, chi tiêu quốc phòng, nhưng lực lượng phòng vệ Phần Lan vẫn giữ một lượng lớn quân dự bị động viên. Với đường biên giới dài hơn 1300 km với Nga, việc giữ một lực lượng lớn như vậy là điều có thể hiểu được, có lẽ với thương vong chiếm gầm 2% dân số trong các cuộc chiến với Liên Xô trước đó luôn là một nổi ám ảnh trong việc bảo vệ lãnh thổ của Phần Lan..
Trong hiện tại, ba quân chủng thuộc lực lượng có nhiều thay đổi về chủng loại khí tài, quân dụng trong đó có việc mua sắm máy bay chiếu đấu hiện đại F-35 thay thế đội bay F-18 với hợp đồng lên đến 10 tỉ euro dành cho Không quân, bổ sung tàu chiến đấu lớp Pohjanmaa trong nhiệm vụ bảo vệ lãnh hải, nâng cấp xe chiếu đấu bộ binh lên cấp Patria XA-300. Bộ binh được trang bị súng chiến đấu tự động RK 62 và hệ thống phòng không David's Sling thuộc Tập đoàn Công nghệ Quốc phòng Rafael.
Cuộc chiến tại Ukraina đã làm thay đổi toàn diện môi trường an ninh trên toàn châu Âu, cũng như thúc đẩy chính phủ và nhân dân Phần Lan mong muốn gia nhập NATO nhanh hơn, Tổng Thư ký NATO Jens Stoltenberg lên tiếng ủng hộ và kêu gọi các thành viên khác chấp nhận Phần Lan trở thành thành viên của tổ chức.. Rất nhiều tiếng nói giữa các nghị sĩ, thành viên chính phủ cũng như các khảo sát trong nhân dân với sự đồng thuận rất cao về việc Phần Lan nên gia nhập NATO, "Cuộc chiến mùa Đông trong Thế chiến thứ hai với việc Hồng quân Xô viết chiếm đoạt trắng trợn lãnh thổ dựa trên những điều ước, điều khoản bất bình đẳng và việc tạo áp lực buộc chúng ta phải chấp nhận trở thành một nước trung lập không liên minh, liên kết. Điều này không làm giảm ý chí của Phần Lan trong việc xây dựng lực lượng phòng thủ đủ mạnh để đảm bảo an ninh, thực hiện nhiệm vụ quốc phòng là kết quả từ một xã hội dân chủ, nhân dân làm chủ, song song với việc hoàn thành công tác đối thoại với Moskva." 

## Công tác tổ chức
Tổng thống Phần Lan nắm vai trò là Chỉ huy Tối cao thống lĩnh các lực lượng vũ trang trong đó có Lực lượng Phòng vệ, với quyền hạn được giao để ra quyết định trong các vấn đề:
Lĩnh vực trọng yếu đối với an ninh quốc phòng,
Thay đổi quan trọng trong việc sẵn sàng chiến đấu,
Thực thi chính sách quốc phòng và mọi hoạt động liên quan đối với Lực lượng Phòng vệ cũng như đảm bảo sự hoạt động luân phiên cấp yếu trong việc điều hành chỉ huy các cấp quân sự. principles.
Bộ trưởng Quốc phòng có nhiệm vụ và chức năng ra quyết định trong việc thành lập, giải tán đơn vị đồn trú, quân đoàn cũng như tham gia các vấn đề trọng yếu, cấp bách đối với an ninh quốc gia.
Chỉ huy Trưởng là người đứng đầu lực lượng Phòng vệ, là người điều hành, quản lý Tổng cục và Cục dưới quyền, đồng thời đảm nhận nhiệm vụ là người đứng đầu Học viện Quân sự Quốc.

### Cơ cấu tham mưu, chỉ huy
Lục quân
Hải quân
Không quân
Học viện Quân sự Quốc gia

### Các cơ quan dưới quyền
Cục Công nghệ Thông tin Quốc phòng (C5)
Trung tâm Dữ liệu Quốc phòng
Cơ quan Tình báo Quốc phòng
Viện Nghiên cứu An ninh Quốc phòng
Bộ Tư lệnh Công tác Hậu cần
Về mặt lý thuyết, Lực lượng Phòng vệ đặt dưới sự quản lý của Bộ Quốc phòng. Tổng Chỉ huy Quốc phòng là lãnh đạo cao cấp nhất chịu trách nhiệm quản lý và báo cáo trực tiếp cho Tổng thống trong việc điều hành, chỉ huy quân đội. Khi cần đưa ra các quyết định liên quan đến an ninh quốc phòng, Tổng thống và Chỉ huy Trưởng sẽ tham vấn cùng với Thủ tướng và Bộ trưởng Quốc phòng.
Lực lượng Biên phòng thuộc quyền quản lý của Bộ Nội vụ nhưng theo yêu cầu trong các tình huống quốc phòng sẽ được sát nhập một phần hoặc hoàn toàn vào lực lượng phòng vệ. Bộ Chỉ huy Hậu cần có nhiệm vụ thực hiện công tác liên quan đến vấn đề cung cấp, chuyên chở và lưu giữ hàng hóa liên quan đến quốc phòng, vũ khí, khí tài, quân trang, quân dụng cho từng tỉnh, thành, khu vực dưới sự điều hành của ba trung đoàn.

## Cơ cấu tổ chức

### Lãnh đạo Lực lượng Phòng vệ
Tổng Chỉ huy Quốc phòng
Đại tướng Timo Kivinen

### Bộ Chỉ huy Quốc phòng
Tham mưu Trưởng Bộ Tư lệnh Phần Lan
Trung tướng T Vesa Virtanen
Phó Tham mưu Trưởng Hậu cần và Quân khí
Trung tướng Mikko Heiskanen
Phó Tham mưu Trưởng Tác chiến
Thiếu tướng Kari Nisula
Phó Tham mưu Trưởng Quân lực, Quân huấn
Thiếu tướng Rami Saari
Phó Tham mưu Trưởng Chiến lược
Thiếu tướng Janne Jaakkola
Cục trưởng CụcTình báo
Chuẩn Đô đốc Juha Vauhkonen
Cục trưởng Cục Kế hoạch
Chuẩn tướng Tero Ylitalo
Trợ lý Tham mưu Trưởng Cục Tác chiến
Đại tá Janne Huusko
Cục trưởng Cục Công nghệ Thông tin Quốc phòng (C5)
Chuẩn tướng Jarmo Vähätiitto
Cục trưởng Cục quân lực (J1)
Đại tá Tuomas Tiilikainen
Cục trưởng Cục Hậu cần
Chuẩn tướng Timo Saarinen
Cục trưởng Cục Quân y
Đại tá  Juha-Petri Ruohola

### Lục Quân
Tư lệnh Lục quân
Trung tướng Pasi Välimäki
Tham mưu Trưởng Lục quân
Thiếu tướng Jukka Jokinen
Bộ Chỉ huy Tác chiến Lục quân
Chuẩn tướng Sami-Antti Takamaa
Tư lệnh Lữ đoàn Karelia
Chuẩn tướng Jyri Raitasalo
Tư lệnh Lữ đoàn Kainuu
Chuẩn tướng Manu Tuominen
Tư lệnh Lữ đoàn Pori
Chuẩn tướng Vesa Valtonen

### Hải Quân
Tư lệnh Hải quân
Chuẩn Đô đốc Jori Harju
Tham mưu Trưởng Hải quân
Đại tá  Jukka Anteroinen

### Không quân
Tư lệnh Không quân
Thiếu tướng Juha-Pekka Keränen
Tham mưu Trưởng Không quân
Chuẩn tướng Timo Herranen

### Học viện Quốc Phòng
Hiệu trưởng
Thiếu tướng Mika Kalliomaa

### Tổ Công tác đặc biệt
Tùy viên Quốc phòng đại diện Phần Lan tại EU và NATO
Trung tướng Kim Jäämeri
Phòng Chính sách Quốc phòng An ninh
Chuẩn tướng Sami Nurmi

### Bộ Tư lệnh Hậu cần Quốc phòng
Tư lệnh Hậu cần
Thiếu tướng Jari Mikkonen
Phó Tư lệnh
Chuẩn tướng Juha-Matti Ylitalo

## Quân hàm
Quân hàm Lực lượng Phòng vệ Phần Lan dựa theo hệ quy chiếu quân hàm của các lựa lượng vũ trang NATO, riêng cấp úy có bốn bậc hàm thiếu, trung, thượng và đại, trong đó cấp thiếu úy thường được sử dụng cho sĩ quan dự bị và sẽ tự động lên cấp trung úy khi thành quân nhân chính quy.
Hệ thống cấp Hạ sĩ quan và binh sĩ lại dựa vào những đặc trưng từ cấu trúc quân hàm, cấp bậc của quân đội Đức, nhưng chức năng, nhiệm vụ, huấn luyện, kỹ năng không khác với tiên chuẩn của các lực lượng quân đội các nước khác thuộc NATO.

## Trang bị
Trang bị và vũ khí quân dụng của Lực lượng Phòng vệ Phần Lan.
| Quân khí                                                                     | Số lượng                            |
| ---------------------------------------------------------------------------- | ----------------------------------- |
| Xe tăng                                                                      | 239                                 |
| Xe bộ binh Xe chở quân Xe công binh Xe rà phá bom mìn                        | 212 860 18 6                        |
| Tổ hợp tên lửa đất đối không Hệ thống phòng không vác vai Tổ hợp phòng không | 60 286 +1,068                       |
| Tổ hợp tên lửa chống tăng Súng không giật                                    | 2,685 71,000                        |
| Pháo binh Pháo tự hành Súng cối Pháo phản lực                                | 740 72 +(48) +1,248 56              |
| Súng bộ binh                                                                 | 350,000 RK 62, 40,000 Súng Rk 95 Tp |
| Tiêm kích Máy bay huấn luyện Trực thăng UAVs Máy bay vận tải                 | 62 65 25 + 14 (Biên phòng) 215 13   |

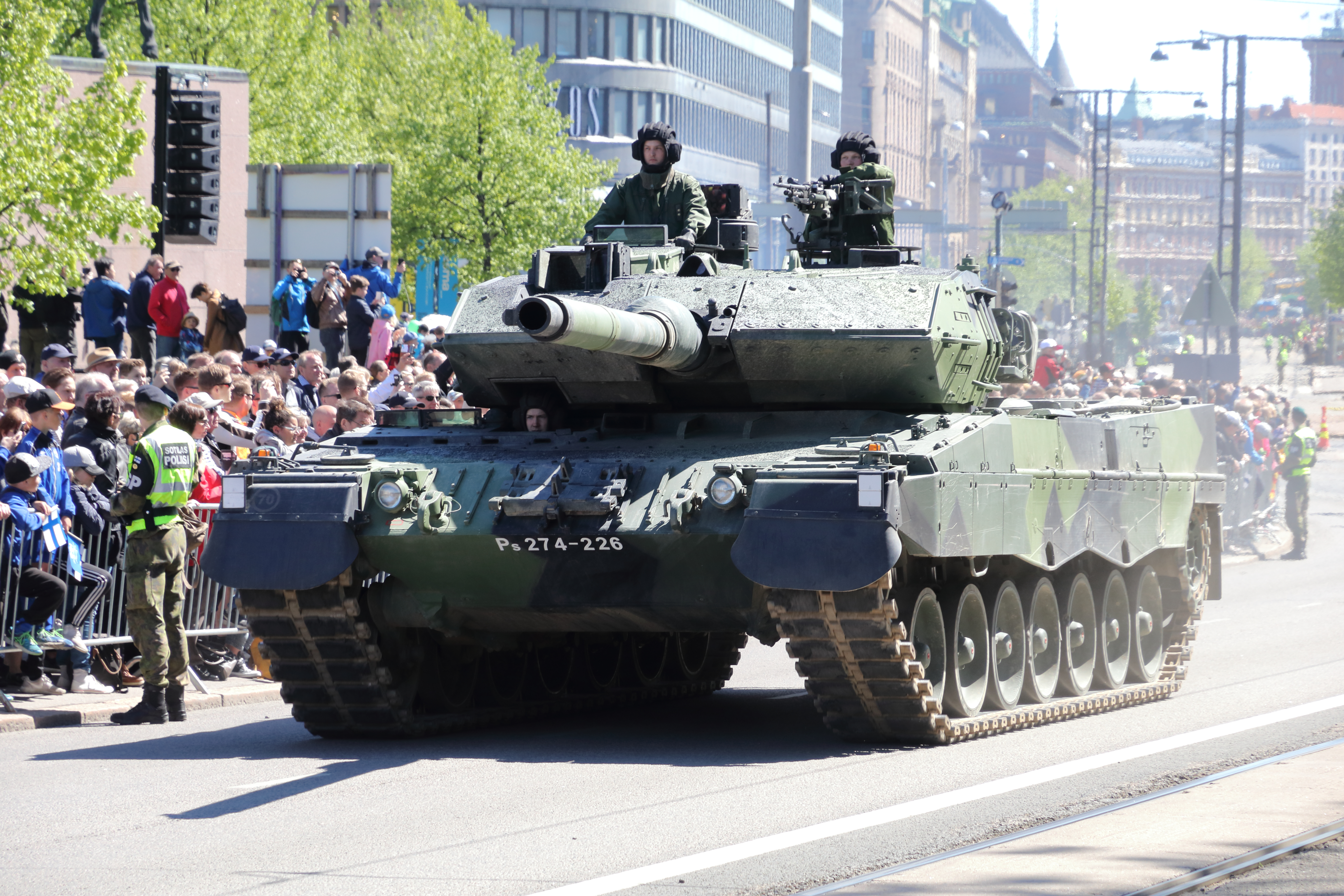
Xe tăng chiếu đấu chủ lực Leopard 2A6 Ps 274-226

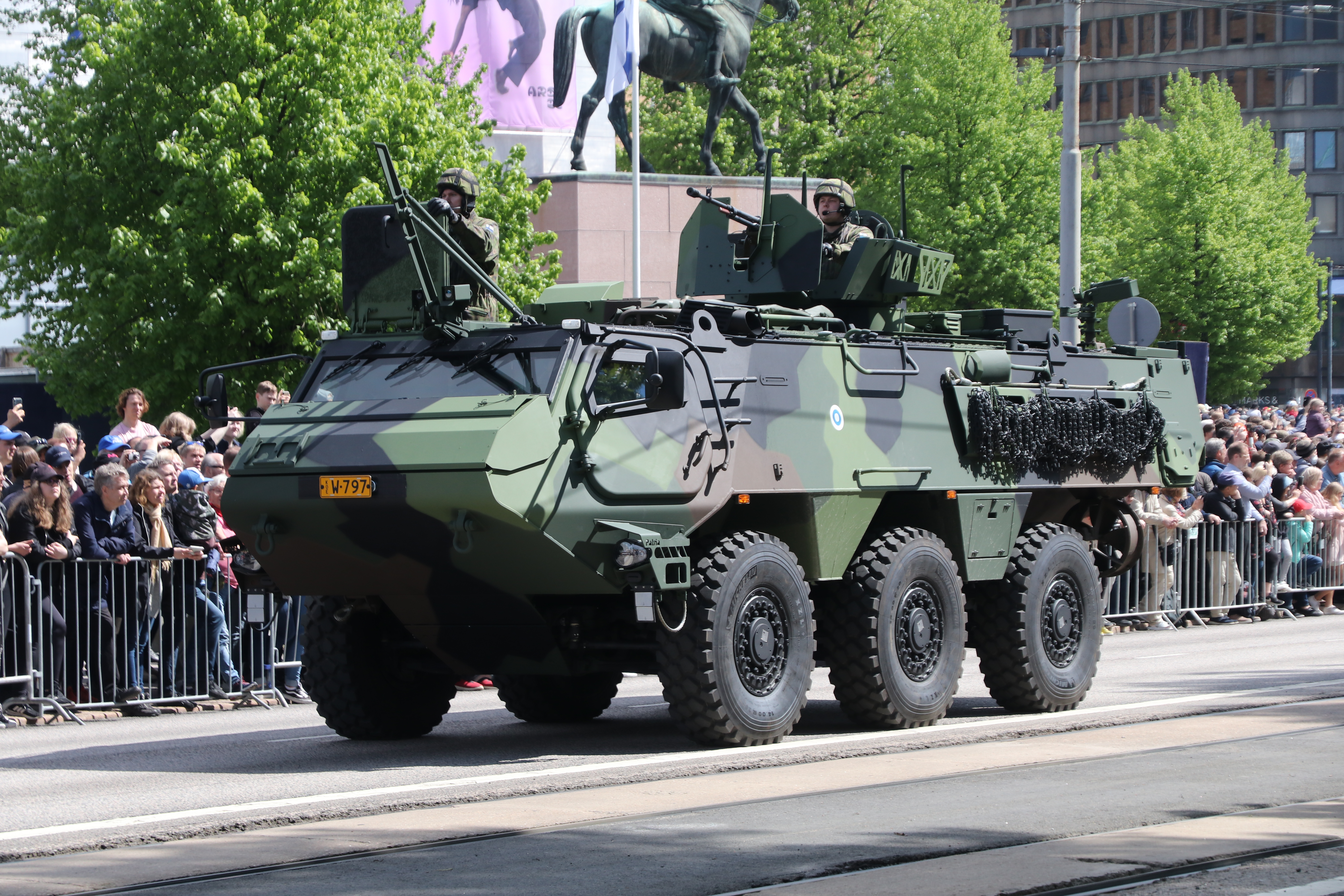
Xe chiến đấu bộ binh Patria 6x6 trong lễ diễu hành năm 2022

Phần Lan không có trực thăng chiến đấu và tàu ngầm, cũng như Hiến pháp Phần Lan nghiêm cấm nước này sở hữu vũ khí hạt nhân hoặc vũ khí hạt nhân bên thứ ba đặt trên lãnh thổ của mình.
Hoa Kỳ duyệt bán lô vũ khí cho Phần Lan bao gồm tên lửa AIM 9X Block II và tên lửa dẫn đường AGM-154 Joint Stand Off Weapons JSOW và các trang thiết bị liên quan với chi phí ước tính vào khoảng 323.3 triệu đô la vào ngày 28 tháng 11 năm 2022. Trong đó bao gồm 40 tên lửa AIM 9X Block II, 4 hệ thống điều khiển dẫn đường chiến lược, 48 tên lửa AGM-154 JSOW, tên lửa ngụy trang dùng cho huấn luyện, tên lửa đẩy dùng cho huấn luyện, máy bay huấn luyện tấn công, tổ hợp bay tự lái, đơn vị vận chuyển, huấn luyện lập nhiệm vụ chiến thuật, khâu hỗ trợ, kiểm tra, huấn luyện và na toàn bảo quản quân khí, đạn dược, phát triển phần mềm quản lý vũ khí không quân, vận chuyển, quân dụng và thiết bị kiểm tra, thiết bị hỗ trợ, phụ tùng, linh kiện hỗ trợ sửa chữa, nhân viên chính phủ và nhà thầu hỗ trợ trong thiết kế, kỹ thuật và hậu cần. Đề án này sẽ nâng cao khả năng phòng thủ không đối không và không đối đất giúp Phần Lan giành nhiều lợi thế trong các cuộc chiến hay xung đột trong tương lai.

## Nhiệm vụ gìn gữ hòa bình
Phần Lan cắt cử lực lượng phòng vệ tham gia vào nhiều nhiệm vụ gìn giữ hòa bình khác nhau trên toàn thế giới:
- Chiến dịch Giải pháp Quyết định
- Phái bộ Gìn giữ Hòa bình Tạm thời Liên Hiệp Quốc tại Liban
- Phái bộ Gìn giữ Hòa bình Liên minh châu Âu tại Bosna và Hercegovina - EUFOR
- Chiến dịch Atalanta tại vịnh Aden
- Phái bộ Huấn luyện Quân sự Liên minh châu Âu tại Somalia – EUTM Somalia
- Phái bộ Huấn luyện Quân sự Liên minh châu Âu tại Mali – EUTM Mali
- Chiến dịch Sophia – EU NAVFOR MED
- Phái bộ Gìn giữ Hòa bình NATO tại Kosovo – KFOR
- Tổ Giám sát lệnh ngừng bắn Liên Hiệp Quốc – UNTSO tại Trung Đông
- Nhóm Quan sát Liên Hiệp Quốc về tình hình chiến sự Ấn Độ và Pakistan - UNMOGIP
- Phái bộ Ổn định Tích hợp Đa chiều Liên Hợp Quốc tại Mali – MINUSMA